# Донбас (корабель управління)
Донбас (A500, з 2001 по 2018 — U500, з 1997 по 2001 р. — U803; з 1997 по 2001 — «Краснодон») — корабель управління, допоміжне судно проєкту 304 (за класифікацією НАТО — Amur) Військово-Морських Сил Збройних Сил України.

## Історія
Збудований на Щецинській судноверфі у Польщі в 1969 році, мав назву «ПМ-9». Кораблі цього підприємства тоді вважалися найвитривалішими, активно застосовувались у бойових походах з початку 1970-х років. Плавмайстерня «ПМ-9» входила до складу 472 дивізіону.[джерело?]
В результаті розподілу Чорноморського флоту, «ПМ-9» змінив назву на «Краснодон». У 2001 році плавмайстерня перекласифікована у корабель управління з перейменуванням у «Донбас», бортовий номер «U 500». За час проходження служби у ВМСУ ЗСУ корабель неодноразово брав участь у міжнародних навчаннях, на парадах в честь ВМСУ ЗСУ, у збір походах з'єднань кораблів ВМС України.[джерело?]
28 грудня 2004 року на кораблі, що проходив ремонт на території підприємства «Севморзавод» у Севастополі виникла пожежа, яку гасили протягом 5 годин. Внаслідок пожежі пошкоджено верхню палубу на площі близько 50м2, постраждалих не було. До ліквідації пожежі залучалися 6 відділень державної пожежної охорони МНС України і пожежний катер ВМС України.
У 2007 році корабель потрапив під удари циклону неподалік Севастополя, проте, зазнавши незначних пошкоджень, залишився цілим.[джерело?]
4 грудня 2009 року виповнилося 40 років кораблю управління «Донбас» Військово-Морських Сил Збройних Сил України. Міністерство оборони України 6 грудня 2010 року виділило близько 4 млн грн. для проведення на кораблі відновлювальних робіт. 25 січня 2011 року Корабель управління «Донбас» успішно пройшов перший етап ходових випробувань.
2011 року заплановано вихід корабля в море, щоб узяти участь у запланованих заходах бойової підготовки.

### Російсько-українська війна
20 березня 2014 року корабель був захоплений російськими окупантами.
18 квітня 2014 року був повернутий та переведений до м. Одеси.
7 серпня 2015 року «Донбас» здійснив вихід у море з метою проведення ходових випробувань головних та допоміжних механізмів судна і вдосконалення морської виучки екіпажу.
4 вересня 2016 року, о 04:40, на кораблі було виявлено задимлення одного з бойових постів, яке ліквідовано в 09:24, постраждалих — не було.

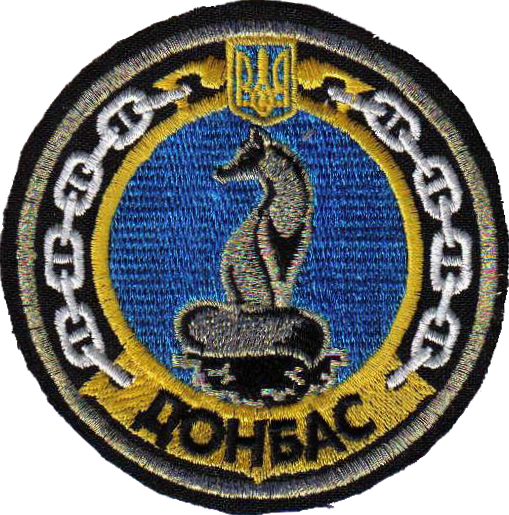
Нарукавний знак екіпажу.

20 вересня 2018 року, пошуково-рятувальне судно A500 «Донбас» та морський буксир A830 «Корець» вирушили з походом з Західної військово-морської бази ВМС України в Одесі до м. Бердянська, де стануть основою новоствореної військово-морської бази українського флоту на Азовському морі. Починаючи від переходу поблизу окупованого Севастополя, українські кораблі почав супроводжувати патрульний корабель Берегової охорони ФСБ РФ — «Аметист» проекту 22460, згодом до нього долучився ще один не встановлений корабель.
З порту Бердянську для їх зустрічі в напрямку Керченської переправи вирушили малі броньовані артилерійські катери P177 «Кременчук» та P178 «Лубни».
Приблизно о 15.50 кораблі пройшли Керченський міст у супроводі великої кількості кораблів ФСБ та ВМФ Росії, також повідомлялося, що там були присутні водолази та спецназ.
Катери Р177 «Кременчук» та P178 «Лубни», незважаючи на надісланий росіянами на перехоплення українських бронекатерів прикордонний катер, непоміченими пройшли повз нього на відстані 4-ох миль та підійшли до А500 «Донбас» увечері 24 вересня, після проходження ним Керченської протоки, в режимі радіомовчання. Під час зайняття позиції для конвоювання А500 «Донбас» українські катери відрізали від нього російський тральщик, в той момент росіяни й зрозуміли, що МБАКи вже тут. На російському тральщику, коли помітили український бронекатер, що той зовсім поруч, заграли бойову тривогу. Надалі, коли вже відійшли від Керченської протоки та йшли до Маріуполя, російський катер типу «Мангуст» провокував українські кораблі на постріли, агресивно наближаючись до А500 «Донбас», але Р177 «Кременчук» та P178 «Лубни» відрізали його від «Донбасу», оточили та пробували притискати до українського берега. «Мангуст» відірвався від українських катерів лише завдяки більшій швидкості, наявності поруч великого судна, за яким він ховався, та збереження режиму невикористання зброї. Незважаючи на всі провокації з боку російських кораблів і суден, о 09:35 заходом морського буксира «Корець» успішно завершився перехід групи суден ВМС ЗС України до порту Маріуполя.
Під час походу для фіксації дотримання РФ Конвенції ООН та міжнародних угод, документування ймовірної протиправної діяльності з боку представників окупаційних військ під час проходу Керченської протоки кораблями ВМС ЗСУ, на борту одного з суден весь час перебували представники військової прокуратури Південного регіону України під керівництвом полковника юстиції Е. Плешка, який спеціалізується на міжнародному морському праві. Це знадобиться для розгляду, надання оцінки та відповідного реагування на протиправні дії країни-агресора у міжнародних судових інстанціях.
Судно «Донбас» планувалось використовувати для посилення інфраструктури флоту на Азовському морі. На ньому можливе розміщення штабу, місця для проживання військовослужбовців, складів та інших необхідних приміщень, які на сьогодні відсутні на створюваній базі флоту.
Незважаючи на те, що ще взимку судно планувалося до виведення зі списків ВМС та подальшого списання, через свій незадовільний технічний стан, командування вітчизняного флоту знайшло досить оригінальний спосіб використання не молодого судна. Як було повідомлено, враховуючи відсутність будь-яких об'єктів ВМС на Азовському морі — рішення перевести його сюди більш ніж правильне.
6 квітня 2022 року, в ході бойових дій по обороні міста Маріуполь, на «Донбасі» розпочалася пожежа, а згодом судно напівзатонуло біля стінки Маріупольського порту. Проте окупанти його підняли та використовували, як плавучий склад.
23 лютого 2023 року, українські Сили оборони в тимчасово окупованому м. Маріуполі вразили декілька важливих цілей, в тому числі пошкодження були нанесені судну «Донбас», з носової частини якого піднімався дим.

## Відомі командири
- 1975—1978 (ПМ-9) — капітан 2 рангу А. Ф. Савочкін[джерело?]
- 2015—2016 — капітан 2 рангу Д. В. Железняков[джерело?]